# Монталь, Констан
Констан Монталь (фр. Constant Montald, * 4 декабря 1862 г. Гент; † 5 марта 1944 г. Брюссель) — бельгийский художник, скульптор, медальер и преподаватель, представитель такого направления в живописи, как символизм.

## Жизнь и творчество
Констан Монталь поступает в 1874 году в гентскую Школу прикладного искусства, где изучает декоративную живопись. В это же время по вечерам посещает занятия в Королевской академии изящных искусств. В 1885 году он на конкурсе в Академии завоёвывает первое место и получает стипендию, позволившую ему уехать в Париж для обучения там в художественной академии (Еcole nationale supérieure des beaux-arts). В 1886 году Монталь участвует в художественной выставке в Генте, где выставляет своё первое монументальное полотно «Человеческая борьба» («La lutte humaine»). После получения в том же год бельгийской Римской премии в 1888—1891 годах живёт и работает в Италии и в Египте. В этот период своего творчества увлекается символизмом и участвует в 1896 году в первой международной выставке этого направления в живописи. Между 1909 и 1910 Монталь построил виллу в Волюве-Сен-Ламбер (район Брюсселя). Он быстро стал местом встречи интеллектуальной элиты, среди которой были его друзья Стефан Цвейг и Эмиль Верхарн, c которого он написал несколько портретов. В годы Первой мировой войны мастер живёт и работает на этой вилле и занимается преимущественно станковой живописью.

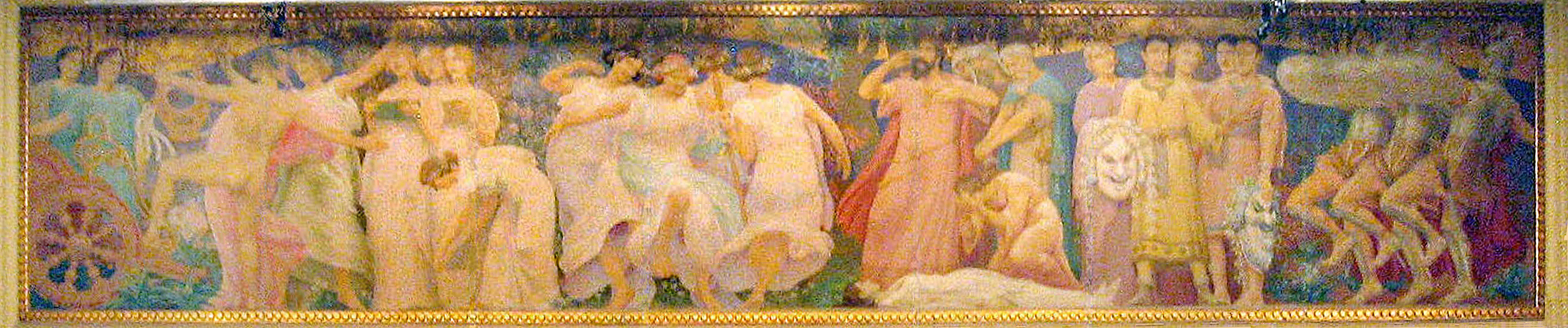
Констан Монталь. Фриз в Академическом театре города Лёвен, на котором изображены Аполлон и музы, а также Орфей, оплакивающий Эвридику — фигуры, олицетворяющие классические формы театрального искусства: комедию и трагедию

Преподавал живопись, профессор Королевкой академии изящных искусств в Брюсселе (1896—1932 годы). Среди его учеников следует назвать таких мастеров, как Рене Магрит и Поль Дельво. В 1906 год на Всемирной выставке в Милане был награждён золотой медалью. В том же 1906 году участвует в художественной выставке «Венский сецессион». Совместно с Жаном Дельвилем, Эмилем Фабри, Альбером Шамберлани и рядом других мастеров был одним из основателей художественной группы «Art Monumental». В 1925 году участвует в работе Международной выставке современного декоративного и промышленного искусства в Париже.
После смерти жены, в 1944 году скончался во время поездки в трамвае от инсульта. Впоследствии его вилла Монталь в Волюве был выкуплена муниципалитетом Волюве-Сен-Ламбер.

## Галерея

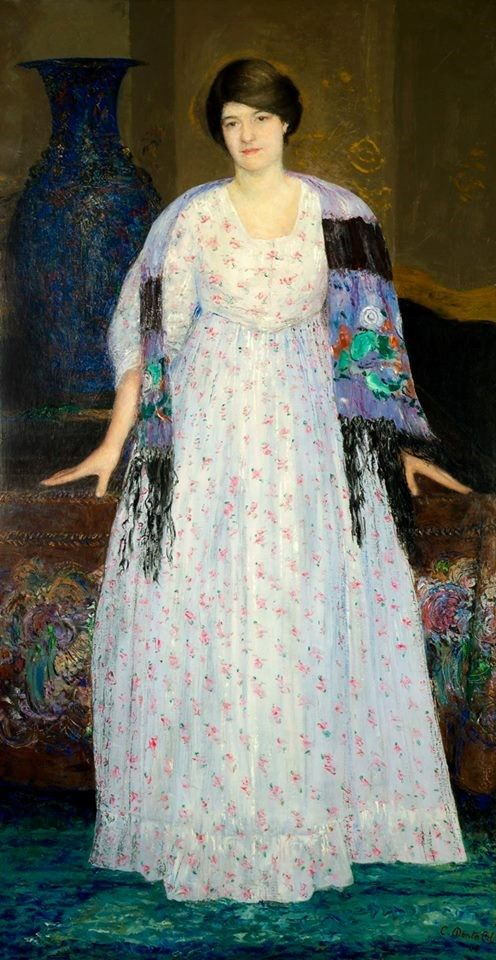
Портрет жены художника
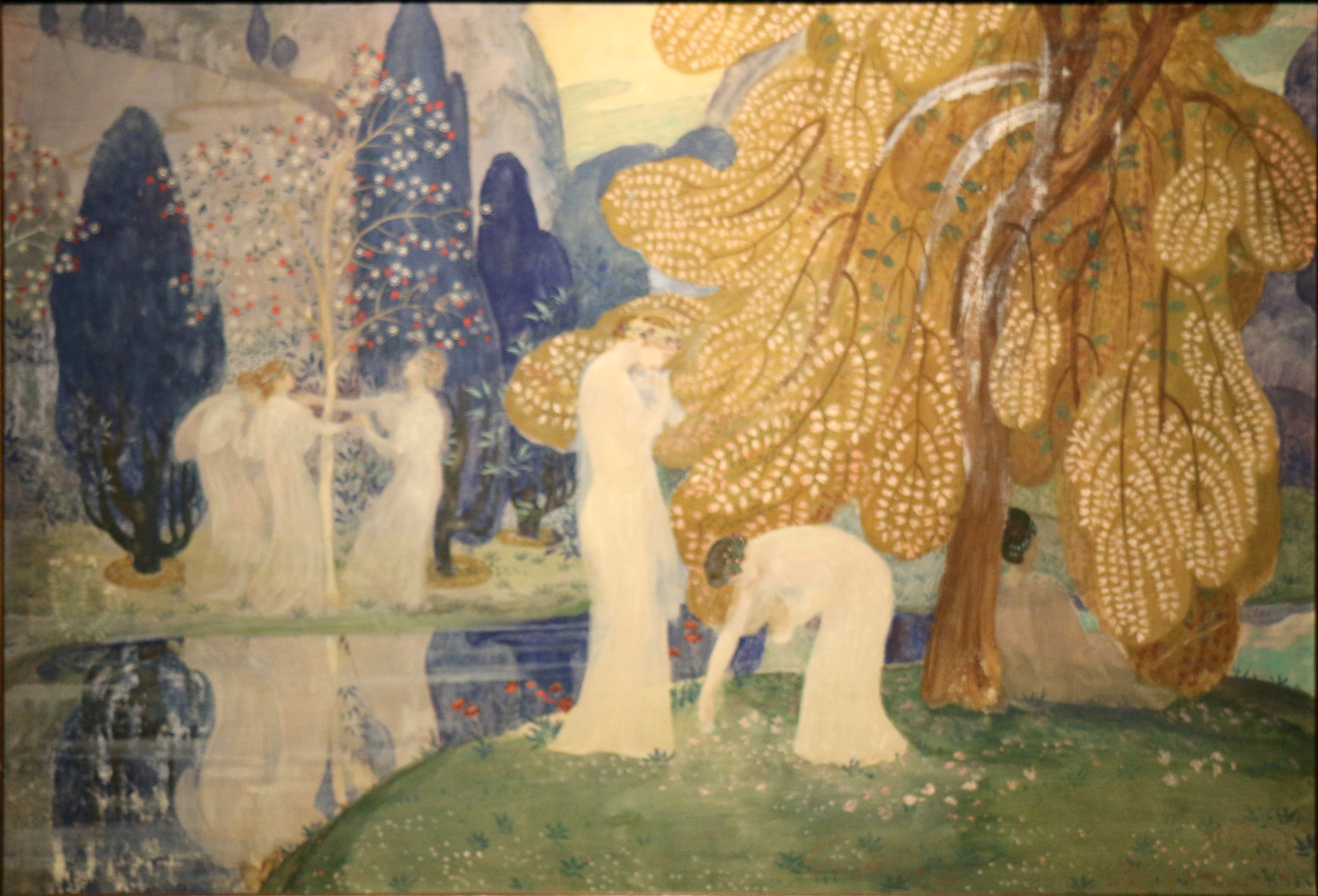
Танец нимф (1898)
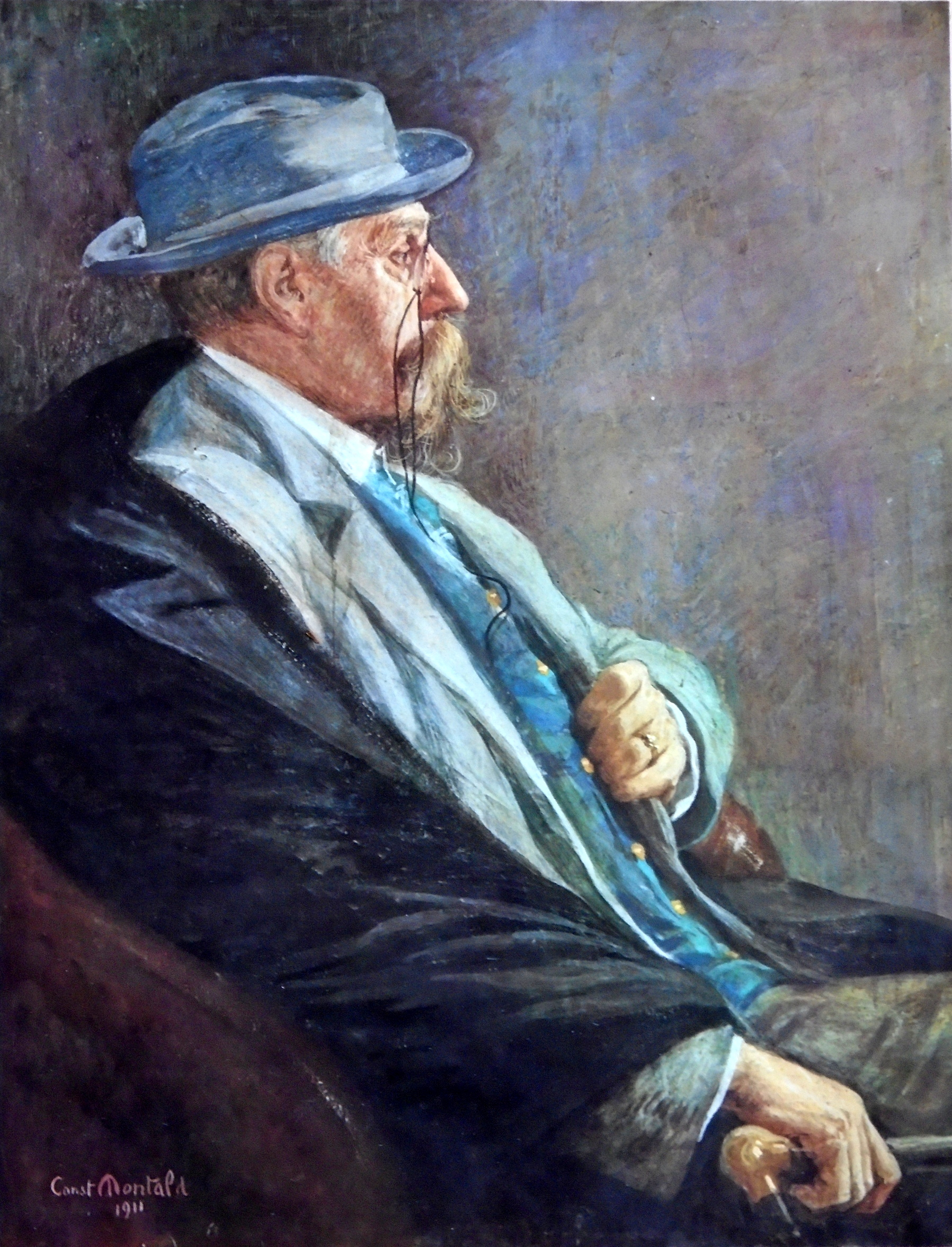
Портрет Эмиля Верхарна
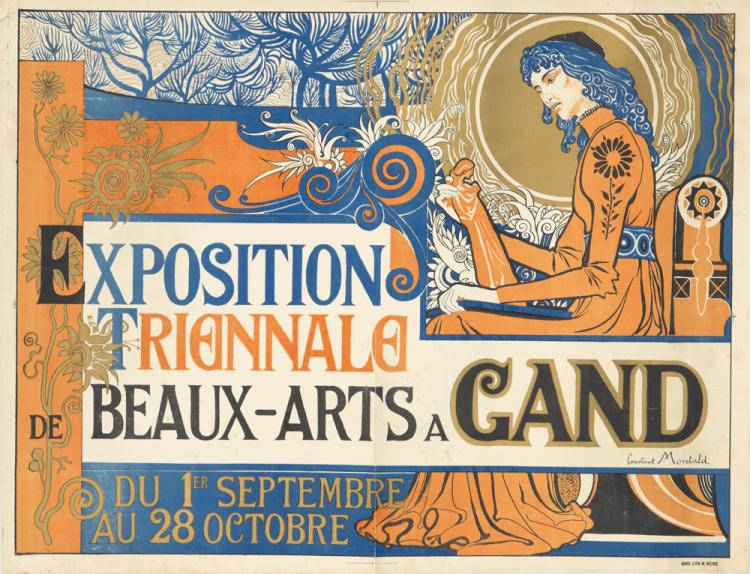
Плакат к выставке-триеннале в Генте (1895)
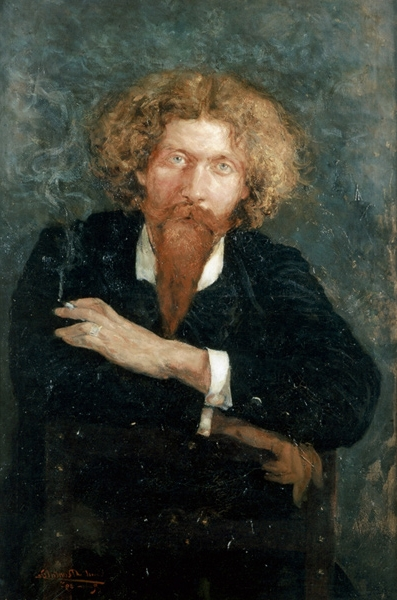
Портрет французского анархиста Зо д'Акса (1891)